# Hugo Palaver
Hugo Ángel del Valle Palaver (18 de enero de 1947, Deán Funes - 25 de mayo de 1982, Isla Borbón, Islas Malvinas) fue un aviador militar argentino perteneciente a la Fuerza Aérea Argentina que murió en combate en la guerra de las Malvinas.

## Biografía
Hugo Ángel nació el 18 de enero de 1947 en la ciudad de Deán Funes, provincia de Córdoba, Argentina.

## Guerra de Malvinas
El 25 de mayo de 1982 el capitán Palaver lideró una sección de indicativo «Marte». Su numeral fue el teniente Daniel Gálvez. Ambos salieron armados con una bomba MK-17 de 1000 libras (454 kg). Despegaron desde la Base Aérea Militar Río Gallegos a las 8:00 a. m.
El 25 de mayo de 1982 cuatro A-4B Skyhawk, indicativo "Marte", (Capitán Hugo Palaver (avión C-244), Teniente Daniel Eduardo Gálvez (avión C-250), Teniente Vicente Auterio (avión C-221) y el Alférez Hugo Edgardo Gómez (avión C-209), armados con bombas 1000 libras (454 kg).
Despegaron de Río Gallegos a las 08:00. La segunda sección regresó a los
25 minutos (Auterio y Gómez) por falla del N° 3; el N°4 (Gómez) lo siguió pues no tenía la primera sección a la vista, siguieron Palaver y Gálvez. Se reabastecieron en vuelo y luego
vieron el brazo San Carlos y lo recorrieron. Divisaron un buque blanco, iniciaron el ataque,
pero al ver una cruz roja pintada en su casco, no lanzaron sus bombas, era el buque Hospital SS Uganda. No observaron otros buques. Luego giraron a la derecha y les fue indicado un blanco, via radial, a unas quince millas náuticas, siguieron y observaron lo que creyeron era Puerto San Carlos. Allí divisaron un buque color verde y casco negro (probablemente el MV Norland) y al proseguir su vuelo sobrevolaron la zona de Puerto Darwin sin reconocerla ya que por un error de navegación, no estaban correctamente ubicados.
En su confusión, abrieron fuego contra un buque (capitán Palaver), que resultó ser el Monsunen, y contra un grupo de casas (teniente Gálvez), por lo que recibieron fuego de la artillería antiaérea argentina en Darwin. Palaver informó que su indicador de combustible marcaba 0. Había sido alcanzado en la parte inferior de su avión, de acuerdo con
lo que vio su numeral, pero podía continuar volando. Desgraciadamente, al considerar que se hallaban sobre San Carlos, el capitán Palaver inició su escape hacia el norte y el teniente Gálvez, hacia el sur. Esta acción llevó al guía de sección a sobrevolar la zona más densamente defendida por la artillería antiaérea inglesa y fue alcanzado por dos misiles, disparados desde un buque (probablemente el HMS Coventry). Su avión fue destruido instantáneamente sin darle oportunidad de eyectarse.
El teniente Gálvez arribó a Río Gallegos a las 11:00.

## Condecoraciones
El Congreso de la Nación Argentina declaró a Palaver «héroe nacional» por Ley N.º 24 950 de 1998. Palaver recibió también la Medalla al Valor en Combate, la Medalla al Muerto en Combate y la medalla Medalla a los Combatientes.